# Радиолюбительство
Радиолюби́тельство — разностороннее техническое хобби, связанное с конструированием, постройкой, модификацией и использованием радиотехнических и электронных устройств. Также этим термином часто называют любительскую радиосвязь и радиоспорт.
Радиолюбительство появилось вскоре после первых же удачных экспериментов в области беспроволочной связи. Так, в Санкт-Петербургском «Журнале новейших открытий и изобретений» уже в 1898 году было опубликовано описание самодельных радиопередатчика и радиоприемника (по типу грозоотметчика А. С. Попова) для домашних опытов.
Когда в 1924 году в СССР началось регулярное радиовещание, то первой аудиторией были радиолюбители, которые принимали сигнал на самодельные детекторные приемники, так как промышленно изготовленные радиоприемники в продаже в СССР появились позднее.

## Периодические издания для радиолюбителей
- «Радио», Россия, ранее СССР (с 1946 года). До войны издавался под названиями «Радио всем» и «Радиофронт». Охватывает все аспекты радиолюбительства.
- «Моделист-конструктор», Россия, ранее СССР. Издается с 1966 г. Регулярно публикует, наряду с другими, материалы для радиолюбителей.
- «Nuts & Volts», США. Еженедельник для любителей и специалистов. Издается с 1980 г., ориентирован в основном на цифровую электронику.
- «QST», США. Посвящён вопросам любительской радиосвязи. Издается с 1915 г.
- «CQ Amateur Radio», США. Посвящён вопросам любительской радиосвязи. Издается с 1945 г.
- «Радио, телевизия, електроника», Болгария. Издавался с 1945 по 2002 г., был популярен среди русскоязычных читателей. Охватывал все аспекты радиолюбительства.
- «rfe-Elektrohändler», Германия. Журнал для любителей и специалистов в области бытовой и коммерческой электроники.[3]
- «Populäre Elektronik», Германия. Издается с 1976 г. Посвящён широкому кругу вопросов электроники.
- «Funkamateur», Германия. Посвящён технике любительской радиосвязи.[4]
- «Elektronika dla Wszystkich», Польша. Посвящён широкому кругу вопросов электроники и практического конструирования электронных устройств.[5]
- «Świat Radio», Польша. Тематика — любительская радиосвязь, Си-Би, общие вопросы радиотехники. Издается с 1995 г.
- «Five Nine», Япония. Посвящён любительской радиосвязи и DXing-у.[6]